# Florence Kiplagat
Florence Kiplagat, nascuda Florence Jebet Kiplagat (Keiyo District, Kenya, 27 de febrer de 1987) és una corredora de fons professional kenyana.
Ha estat dues vegades campiona del món, després d'haver guanyat el Campionat del Món de Cross Country de la IAAF de 2009 i el Campionat del Món de Mitja Marató de la IAAF de 2010. Va ser el rècord mundial de la mitja marató femení, amb un temps d'1:05:09 hores, fins que la va batre Peres Jepchirchir el 10 de febrer de 2017 a la Mitja Marató RAK. També ha representat Kenya a la pista, després d'haver guanyat la medalla de plata en els 5.000 metres al Campionat del Món júnior d'atletisme de 2006. Va competir en els 10.000 m als Campionats del Món d'Atletisme de 2009 i va ser la titular del rècord de Kenya a l'esdeveniment amb el seu millor temps de 30:11,53 minuts fins que Vivian Cheruiyot la va trencar el 12 d'agost de 2016 als Jocs Olímpics de Rio. Kiplagat forma part del 'NN Running Team', un equip internacional de corredors de fons d'elit gestionat per Global Sports Communication.